# كليب الدو ذو حدين
كليب الدَّو ذو حدين أو ثلاثي الشوك ذو احدين (الاسم العلمي: Triacanthus biaculeatus)، وتُعرف باسم سمكة ثلاثية القرون قصيرة الأنف أو سمكة الحصان الفضية هي نوع من الأسماك البحرية من فصيلة كليبيات الدو. موطنها الأصلي المحيط الهندي بما في ذلك مياه الخليج العربي وغرب المحيط الهادئ. زعنفتها الذيلية صفراء. نظرًا لتشابها مع المروحية، فإنها تُعرف محليًا باسم أسماك المروحية في ولاية البنغال الغربية، ولها تاريخ طويل في توفير الغذاء في الثقافة المحلية

## موائلها
توجد في المناطق الساحلية الضحلة ومصبات الأنهار في القيعان الرملية أو الطينية، التي تصل إلى عمق 60 متر.
قوتها اللافقاريات التي تعيش في الأعماق.

## للاستزادة
- Arshad, A., Jimmy A., Amin N. S. M., Sidik J. B., & Harah Z. M. (2008). Length–weight and length–length relationships of five fish species collected from seagrass beds of the Sungai Pulai estuary, Peninsular Malaysia. Journal of Applied Ichthyology. 24(3), 328–329.
- Santini, F., & Tyler J. C. (2002). Phylogeny and biogeography of the extant species of triplespine fishes (Triacanthidae, Tetraodontiformes). Zoologica Scripta. 31(4), 321–330.